# Arborimus longicaudus
Arborimus longicaudus is een zoogdier uit de familie van de Cricetidae. De wetenschappelijke naam van de soort werd voor het eerst geldig gepubliceerd door True in 1890.

## Voorkomen
De soort komt voor in de Pacific Northwest in het westen van Noord-Amerika.